# Ворсино (село, Калужская область)
Ворсино — населённый пункт (село) в Боровском районе Калужской области России, недалеко от границы с Московской областью. Центр муниципального образования cельское поселение село Ворсино.

## Население
| 2002 | 2010  |
| ---- | ----- |
| 1489 | ↗1684 |

## Транспорт

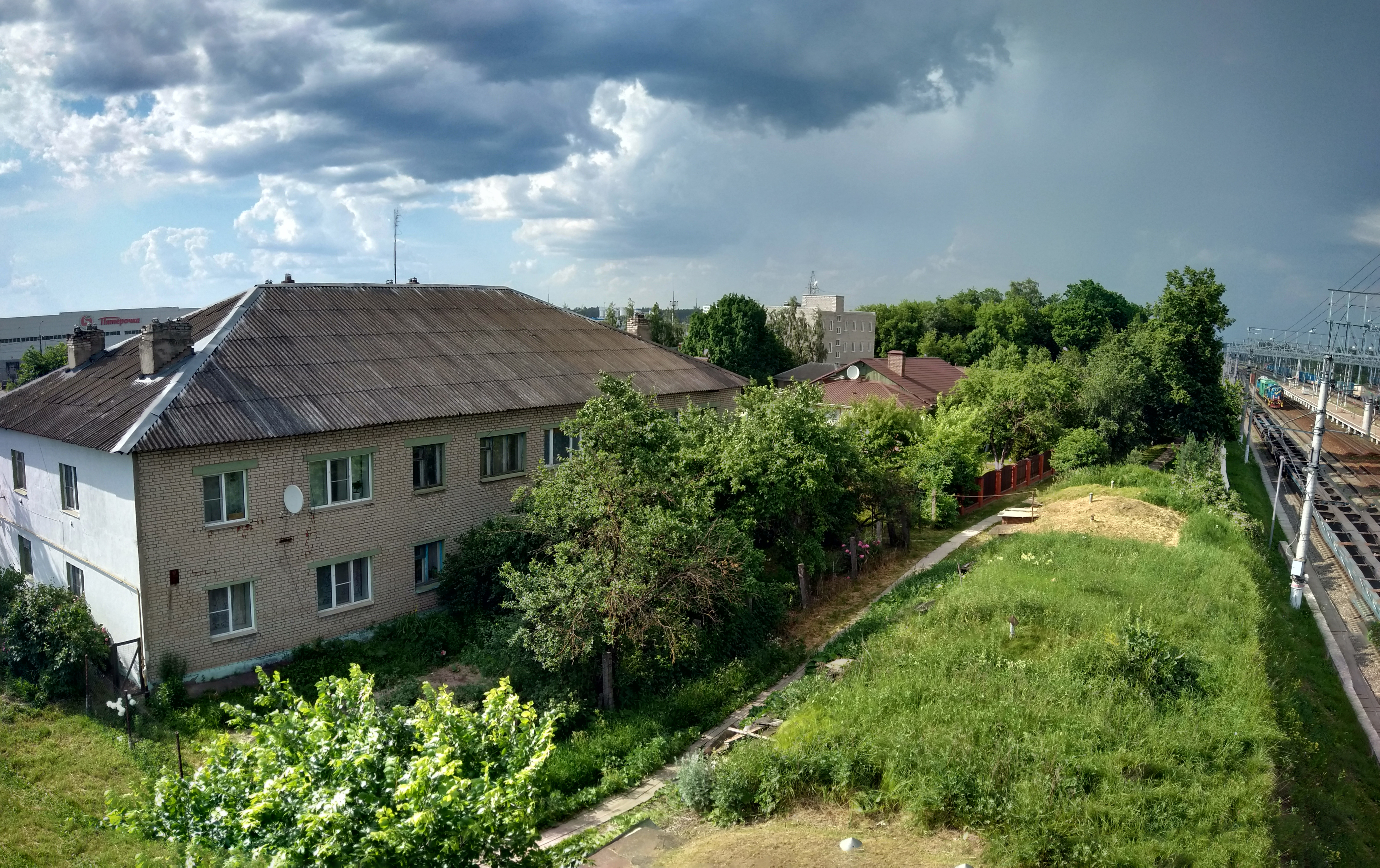
Вид с пешеходного моста железнодорожной станции на Индустриальный центр

Около населённого пункта располагаются станция Киевского направления Московской железной дороги Ворсино и проходит Федеральная автомобильная дорога М3 «Украина» (Киевское шоссе).

## Индустриальный парк «Ворсино»
В 2006 году началось строительство индустриального парка «Ворсино». В ходе реализации были расширены территориальные рамки проекта. Ожидается, что территория индустриального парка составит 1837 гектаров (ранее предполагалось 972 га). Парк поделён на 5 площадок (ранее 4 площадки): Северная — 162 га (ранее 127 га), Восточная — 467 га, Центральная — 335 га (ранее 339 га), Западная — 583 га (ранее 39 га), а также новая Южная площадка — 290 га. В планах развития были постройка электрометаллургического предприятия, организация производства мебели, плоского стекла, сельхозтехники.
Первым застройщиком стала компания «Nestlé», открывшая в 2007 году в «Ворсино» завод по производству кормов для домашних животных. В индустриальном парке «Ворсино» 4 сентября 2008 года открыт завод компании Samsung по производству ЖК-телевизоров. В сентябре 2010 года здесь была открыта фабрика компании L’Oréal (инвестиции составили 26 млн евро), в октябре — табачная фабрика корейской компании KT&G площадью 28 тыс. м² (объём инвестиций — 100 млн долл.). В 2013 году на территории парка пущен электрометаллургический завод «НЛМК-Калуга» (с 2023 года — «Промсорт-Калуга») мощностью до 1,5 млн тонн стали и 0,9 млн тонн сортового проката в год. С 2016 года в парке работает фармацевтический завод корпорации AstraZeneca. С конца 2018 года работает фабрика по производству туалетной бумаги и бумажных полотенец группы Архангельского целлюлозно-бумажного комбината.
До 2016 года в Ворсино по улице Лыскина располагался регулируемый железнодорожный переезд оснащённый шлагбаумами, светофорами, дежурным и барьерами автоматами ,в 2016 году переезд закрыли навсегда что в свою очередь вызвало возмущение жителей а потом переезд был заменён эстакадой на данный момент переезд заброшен, завален и закрыт.
Среди других предприятий парка — мебельные фабрики «Одиссей» и «АМК-Троя», метизный завод «Сормат», завод автомобильных масел марки Lemarc, Старомихайловский рыбоперерабатывающий комбинат, несколько заводов стройматериалов, фабрик полимерных изделий, химических предприятий, строительных баз и складских центров (в том числе распределительный центр торговой сети «Пятёрочка»).
Управляющая компания парка принадлежит «Корпорации развития Калужской области». По состоянию на 2018 год в парке работает 6,5 тыс. человек.